# Estación Empalme (Pozo Almonte)
Empalme fue una estación de ferrocarril que se hallaba en pleno Desierto de Atacama en la Región de Tarapacá de Chile. Fue punto de conexión entre el Longitudinal Norte y el Ferrocarril de Iquique a Pintados y actualmente se encuentra inactiva.

## Historia
Si bien el tramo donde se ubica la estación fue construido entre 1911 y 1913 como parte del tramo del ferrocarril Longitudinal Norte entre Pintados y Baquedano, la estación Empalme fue construida en los años 1920 como parte de las obras del Ferrocarril de Iquique a Pintados, que entraron en funcionamiento en noviembre de 1928.
La estación aparece consignada tanto en mapas oficiales de 1929 como en mapas de 1961 lo que da cuenta de su actividad de manera constante.
La estación dejó de prestar servicios cuando finalizó el transporte de pasajeros en la antigua Red Norte de la Empresa de los Ferrocarriles del Estado en junio de 1975, siendo suprimida formalmente el 15 de enero de 1979. Las vías del Longitudinal Norte fueron traspasadas a Ferronor y privatizadas, mientras que la estación fue abandonada.